# Thyropygus malayicus
Thyropygus malayicus är en mångfotingart som beskrevs av Karl Wilhelm Verhoeff 1938. Thyropygus malayicus ingår i släktet Thyropygus och familjen Harpagophoridae. Inga underarter finns listade i Catalogue of Life.